# Silvia Gmür
Silvia Maria Gmür-Maglia (* 17. November 1939 in Zürich; † 24. Januar 2022 in Riehen) war eine Schweizer Architektin.

## Werdegang
Silvia Gmür studierte von 1959 bis 1964 Architektur an der Eidgenössischen Technischen Hochschule Zürich. Anschließend arbeitete sie unter anderem im Zürcher Büro von Ernst Gisel. Sie eröffnete 1972 ein eigenes Architekturbüro in Basel. Von 1983 bis 1985 war Gmür Gastdozentin an der ETH Zürich. Im Jahr 1994 saß sie neben Personen wie Leza Dosch, Tita Carloni, Christian Menn und Stefan Engler als Jurymitglied der Auszeichnung für gute Bauten Graubünden. In den Jahren von 1995 bis 2001 arbeitete sie mit Livio Vacchini in Basel und Locarno zusammen.
Im Jahr 2005 gründete Silvia Gmür ein gemeinsames Büro mit ihrem Sohn Reto Gmür. Sie verstarb im Januar 2022 im Alter von 82 Jahren in Riehen bei Basel.

## Bauten
eigene Bauten
- 1977–1979: Wohn- und Atelierhaus Gmür, Riehen mit Ingenieur Pierre Beurret[4][5]

In Arbeitsgemeinschaft mit Livio Vacchini
- 1995–1998: Drei Häuser, Beinwil am See
- 1993–2000: Bettenhaus D – Kantonsspital Graubünden, Chur-Masans
- 2002: Universitätsspital Basel, Erweiterungsbau Klinikum 1 West

In Arbeitsgemeinschaft mit Reto Gmür
- 2012: Kantonsspital St. Gallen, Institut für Rechtsmedizin und Pathologie
- 2021: Bürgerspital Solothurn
- seit 2021: Charité Mitte, Berlin mit Landschaftsarchitekt Maurus Schifferli
- seit 2021: Erweiterung Charité Campus Benjamin Franklin, Berlin mit Landschaftsarchitekt Maurus Schifferli[6]

## Auszeichnungen und Preise
- 1980:  Auszeichnung für gute Bauten der Stadt Basel
- 2001: Auszeichnung für gute Bauten Graubünden für Bettenhaus D, Chur
- 2001: Kulturpreis Riehen
- 2010: Vorstellung von Wohnhaus Müller, Basel in Best Architects 11
- 2011: Prix Meret Oppenheim
- 2011: Best Architects 12 Award für Kantonsspital, St. Gallen
- 2013: Architekturpreis Beton für Wohnhaus, Minusio
- 2020: Best Architects 21 Award für Bürgerspital, Solothurn

## Ausstellungen
- 2013–2015 A hospital is a house for man. Boston, Venedig, Paris und Zürich.